# حسن بیت‌سعید
حسن بیت‌سعید (زادهٔ ۱۲ فروردین ۱۳۶۹) یک بازیکن فوتبال اهل ایران است که در پست مهاجم بازی می‌کند.
بیت‌سعید فوتبال خود را از آکادمی فولاد خوزستان شروع کرد و سپس در فولاد نوین خوش درخشید و مورد توجه عبدالله ویسی قرار گرفت و به استقلال خوزستان پیوست. وی توانست با این تیم به قهرمانی لیگ برتر دست پیدا کند. او همچنین سابقه بازی در تیم بزرگسالان فولاد خوزستان را در کارنامه دارد.
از تیم‌هایی که او در آن‌ها بازی کرده‌است می‌توان به فولاد خوزستان، استقلال خوزستان، استقلال تهران و صنعت نفت آبادان اشاره کرد.

## عملکرد باشگاهی

### شروع فوتبال
این بازیکن فوتبال را در آکادمی فولاد خوزستان شروع کرد؛ و سپس به تیم فولاد نوین در لیگ آزادگان پیوست. و توانست با این تیم قهرمان این رقابت‌ها شود.

### استقلال خوزستان
وی پس از موفقیت در تیم فولاد نوین مورد توجه باشگاه استقلال خوزستان قرار گرفت و به این تیم پیوست؛ بیت سعید یکی از بهترین بازیکنان استقلال خوزستان بود. وعملکرد بسیار خوبی در این تیم داشت و توانست با استقلال قهرمان رقابت‌های لیگ برتر فوتبال ایران شود.

### استقلال تهران
او در ۲۱ خرداد ۱۳۹۶ با قرادادی دو ساله به استقلال تهران پیوست؛ بیت سعید پس از سپری کردن نیم فصل نه چندان موفق در استقلال تهران درحالی که همچنان با استقلال قرارداد داشت در ۲۵ آذر ۱۳۹۶ قرارداد خود را با این تیم فسخ کرد.

## افتخارات

### باشگاهی
فولاد نوین
- قهرمان لیگ آزادگان ۹۴–۱۳۹۳

استقلال خوزستان
- قهرمان لیگ برتر فوتبال ایران ۹۵–۱۳۹۴